# Tennys Sandgren
Tennys Sandgren (n. 22 iulie 1991, Gallatin⁠(d), Tennessee, SUA) este un jucător profesionist de tenis din Statele Unite ale Americii. Cea mai bună clasare a carierei a fost locul 41 mondial, la 14 ianuarie 2019. A câștigat 1 titlu ATP la simplu.

## Viața personală
Mama sa este orginară din Africa de Sud și i-a fost antrenor. Sandgren are și origini suedeze. A fost școlit prin homeschooling. Acesta se declară creștin.

## Legături externe
Materiale media legate de Tennys Sandgren la Wikimedia Commons
- en Tennys Sandgren la Association of Tennis Professionals
- en Tennys Sandgren la Olympedia.org